# Jovan Šajnović

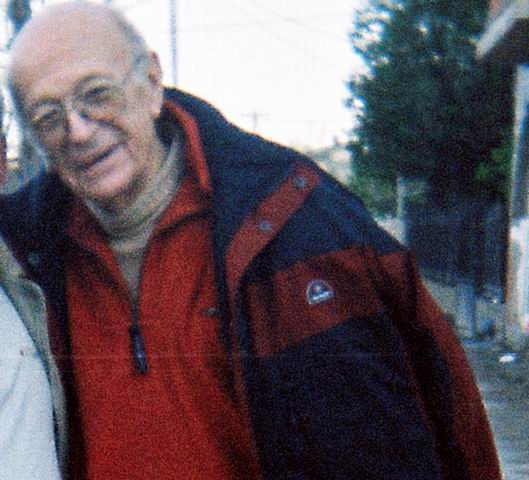

Jovan Šajnović (Belgrado, 1924 – Belgrado, 2004) è stato un direttore d'orchestra e professore universitario serbo.

## Biografia
Šajnović ha iniziato a studiare musica con eminenti musicisti slavi - Emil Hájek (pianoforte), Ljubica Marić (compositore) e Mihailo Vukdragović (direttore). Nel 1946, andò a Zagabria, al fine di continuare la sua formazione musicale con il celebre direttore d'orchestra di Berlino, Fritz Zaun.
Si è laureato alla Zagreb Academy of Music, Croazia, Repubblica Socialista Federale di Jugoslavia, dove ha studiato da direttore d'orchestra, composizione musicale e piano. Mentre era lì, ha studiato con professori F. Zaun, S. e I. Šulek Maček.
Ha iniziato la sua carriera alla Zagreb Opera, come accompagnatore. In seguito, ha continuato il suo impegno come direttore e infine è stato nominato direttore dell'Opera dal 1974 al 1979. Dopo 37 anni trascorsi alla Zagreb Opera, tornò a Belgrado, dove era direttore d'orchestra e direttore della Belgrade Philharmonic Orchestra dal 1984 al 1989) e della Belgrade Opera dal 1993 al 1997.
Inoltre, si è esibito e ha registrato diversi lavori come direttore ospite con molte orchestre in Jugoslavia e all'estero (Vienna, Dublino, Città del Messico, ecc). È stato stimato soprattutto come interprete delle opere di Mozart, Beethoven, Verdi, Bizet, Wagner, Strauss, Smetana e Devčić. Ha anche eseguito spesso composizioni di Bruckner, Mahler, Max Reger e Šostakovič.
Šajnović è stato professore di Opera Studio alla University of Zagreb Academy of Music, professore di direzione d'orchestra e capo del Dipartimento di Direzione alla Faculty of Music in Belgrade, professore di direzione, orchestrazione e estetica alla University of Priština Faculty of Arts. Al Vidovdan del 2004, è stato premiato con il Distinguished Professor Award dal Cancelliere della University of Priština.